# Wang Wej

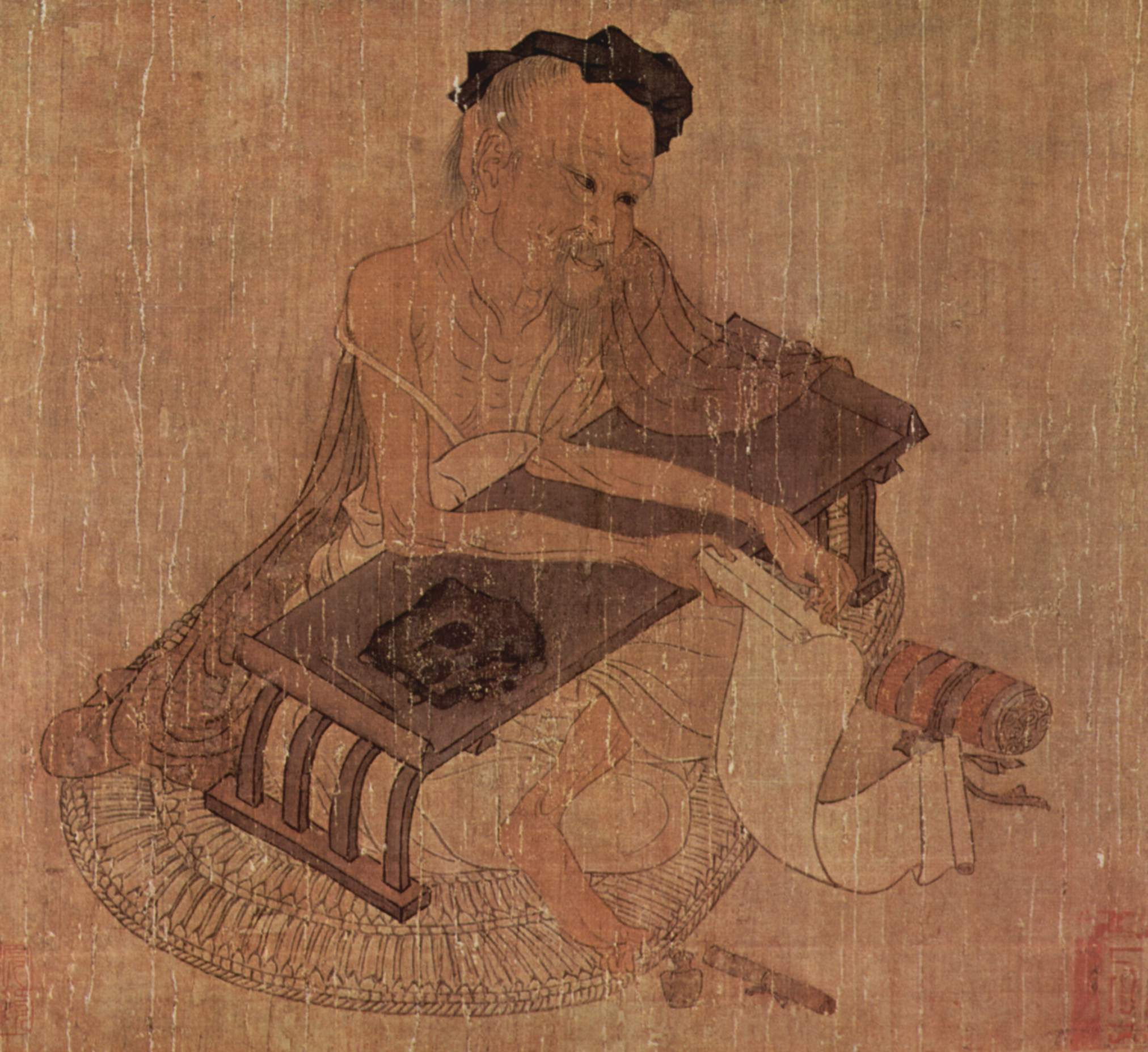
Wang Wejův portrét učence Fu Šenga.

Wang Wej (čínsky pchin-jinem Wáng Wéi, znaky zjednodušené 王维, tradiční 王維, psal také pod pseudonymem Mo-ťie (čínsky pchin-jinem Mójié, znaky 摩詰; 699?–759?) byl čínský básník, malíř a politik z období dynastie Tchang. Patřil k nejvýznamnějším osobnostem své doby.

## Život
Pocházel z provincie Šan-si, při úřednických zkouškách v roce 721 získal nejlepší ohodnocení vůbec, což mu zajistilo rychlou úřední kariéru. Když bylo při An Lu-šanově povstání obsazeno hlavní město, předstíral prý hluchotu (podle jiných zdrojů si způsobil kožní onemocnění), aby nemusel spolupracovat se vzbouřenci. Po smrti své manželky se stáhl do ústraní a věnoval se hlavně studiu a poesii. Byl přesvědčeným buddhistou, pseudonym Mo-ťie si vybral podle postavy z buddhistické sútry Vimalakīrti. Z dnešního hlediska je nejvýznamnější součástí jeho díla jeho poesie, Wang Wej je řazen k největším čínským básníkům vůbec. Většinu jeho díla tvoří popisné básně zachycující přírodu a reflektující buddhistickou životní filosofii.
Jako malíř patří Wang Wej k zakladatelům čínského krajinářství, ale jeho malířské dílo je známo jen z pozdějších kopií. Věnoval se i nástěnné výzdobě buddhistických chrámů.

## Ukázka z poezie
Báseň Pavilón mezi bambusy je uvedena v překladu Josefa Hiršala:
V příšeří houštiny bambusů sedávám sám.

Hraji na loutnu, chvílemi dlouze halekám.

Tu v hloubi háje nikdo z lidí o mně neví.

Jasná luna jen přichází a září na mne tam.

## Česká vydání
Kromě jednotlivých básní v antologiích (např. Zpěvy staré Číny Bohumila Mathesia nebo Nefritová flétna Františka Hrubína vyšly dva výbory z jeho díla:
- Trojzvuk, Melantrich, Praha 1987, přeložil Josef Hiršal pod jménem Marty Ryšavé[4], jde o výbor z poezie Meng Chao-žana, Wang Weje a Po Ťü-iho (pod jménem Paj Siang-šan).
- Ptačí křik, Perplex, Opava 2009, přeložil Dan Jedlička.